# Vordingborg Amt
Vordingborg Amt blev oprettet i 1662 af de tidligere Vordingborg Len og Jungshoved len. Det omfattede herrederne:
- Bårse
- Hammer
- Tybjerg

Amtet blev i 1750 sammenlagt med Tryggevælde Amt der blev nedlagt efter reformen af 1793, og derefter indgik i Præstø Amt.

## Amtmænd
- 1664 – ?: Christoffer Parsberg
- 1671 – 1672: Otto Krabbe
- 1680 – ?: Christian Siegfried von Plessen
- 1767 – 1776: Henrik Adam Brockenhuus
- 1776 – 1803: Johan Rudolf Bielke